# Zrínyi-kastély (Čabar)
A Zrínyi-kastély egy 17. századi főúri kastélyépület Horvátországban, Čabar településen, a szlovén határ közelében.

## Fekvése
A kastély a városka központjának nyugati részén található.

## Története
Čabar birtokosai 1193-tól 1577-ig a Frangepánok, majd 1670-ig a Zrínyiek voltak. A városka fejlődését főként Zrínyi Péternek köszönheti, aki 1651-ben a vasércbánya mellé vaskohót építtetett. A kastély építése a vasüzem és a munkáslakások építésével együtt kezdődött. A Wesselényi-összeesküvést követően az itteni Zrínyi birtok a kincstár igazgatása alá került. 1798-ban királyi adományként a Paravić család kapta, majd 1866-ban a Ghyczy család vásárolta meg, akik egészen 1945-ig voltak a birtokosai.

## Mai állapota
A Zrínyi-kastély a település nyugati részén található. A kastély építésének idejéből származik a falak egy része, a torony és az alsó szint központi része. A kastélyt a 19. és 20. században is átépítették. A szájhagyomány szerint a kastélytól egykor alagút vezetett a város feletti Tropetar sziklákhoz, ahol a kijárat volt. Az öregek elbeszélése szerint az egykori bejáratnál játszó gyerekek régi fegyvereket és csontokat találtak.